# Mizzurna Falls
Mizzurna Falls (яп. ミザーナフォールズ) — видеоигра, разработанная Human Entertainment для консоли PlayStation и выпущенная 23 декабря 1998 года эксклюзивно для Японии. Одна из первых приключенческих игр с открытым миром, которая повествует о поисках пропавшего одноклассника главного героя в маленьком американском сельском городке.
Игра не была локализована за пределами Японии, но существует фанатский проект перевода на английский.

## Игровой процесс
У игрока есть семь дней, чтобы исследовать город и сельскую местность. В это время надо разговаривать с местными жителями, чтобы разгадать тайну. Один час в игре составляет около пяти минут в реальном времени.
Из-за строгого семидневного лимита игроку трудно увидеть все события и получить лучшую из трех возможных концовок. Игрок может сохранить игру, поспав один или пять игровых часов. В игре «танковая» система управления движением, известная благодаря Resident Evil. В игре также присутствует полный погодный цикл, и у жителей города есть индивидуальный распорядок дня.
У игрока есть доступ к Volkswagen Beetle и лодке, чтобы быстро перемещаться по городу. Мэтью может есть в местных закусочных, а его машину нужно заправлять топливом для езды. Мэтью также может использовать свой мобильный телефон для звонков другим персонажам и компаниям, находящимся в городе.

## Сюжет
Действие игры происходит в Mizzurna Falls, вымышленном городе в Колорадо, недалеко от Скалистых гор.
На Рождество 1995 года девушку Кэти Флэннери обнаруживают в лесу без сознания, предположительно, после нападения на нее медведя. Вскоре пропадает ученица средней школы Эмма Роуленд. Одноклассник Эммы Мэтью Уильямс оказывается вовлеченным в тайну исчезновения и иные темные секреты города.

## Разработка и выпуск
Это единственная игра сценариста и режиссера Таити Исидзуки, который переехал в Канаду. Игра схожа с сериалом Твин Пикс.
Игра была выпущена 23 декабря 1998 года в Японии для Sony PlayStation и издавалась Human Entertainment. Игра никогда не была локализована и опубликована на Западе.
После выпуска четыре рецензента из Famitsu дали игре 22 балла из 40.
Mizzurna Falls в первую очередь известна как одна из первых видеоигр с открытым миром. Rolling Stone прокомментировал, что она была «причудливой, странной и изобилующей отсылками на поп-культуру, а в том числе на Твин Пикс, а ее влияние теперь можно увидеть в культовых играх, таких как Deadly Premonition».

### Попытки локализации
В 2017 году переводчица из Токио Resident Evie перевела сценарий на английский. Она также создала Tumblr Project Mizzurna, центр обсуждений и контента по игре. Resident Evie отметила, что «игра была настолько новаторской, что даже немного ломалась».
В середине 2019 года в незавершенном состоянии был выпущен неофициальный патч английской локализации, основанный на переводе Эви. Однако патч был быстро снят с различных сайтов из-за жалобы на нарушение авторских прав, поскольку издатель скомпилировал весь код авторов без разрешения.
В конце 2019 года переводчик игры под псевдонимом «Mr.Nobody» опубликовал патч испанского перевода на основе вышеупомянутого английского патча, позволяющий играть в игру на испанском языке.
30 марта 2021 года профессиональный переводчик игр Cirosan (Чиросан) и профессиональный разработчик мобильных игр Nikita600, взяв за основу перевод Resident Evie, выпустили первый полностью английский патч для Mizzurna Falls. Чтобы сделать этот проект возможным, Никита сделал специальный инструмент сжатия, чтобы уместить большую часть перевода игры, занимающего много места, на один диск. Несмотря на этот новый инструмент, Чиросану все же пришлось редактировать и исправлять части перевода с разрешения Эви, чтобы уместить всю историю в патч. Этот релиз фактически положил конец 22-летнему ожиданию английской локализации.